# ابراهیم‌آباد ابوطالب
ابراهیم‌آباد ابوطالب، روستایی است از توابع بخش عطاملک و در شهرستان جوین استان خراسان رضوی ایران.

## جمعیت
این روستا در دهستان حکم‌آباد قرار داشته و بر اساس سرشماری سال ۱۳۸۵ جمعیت آن ۶۰۱ نفر (۱۳۸ خانوار)
بوده است.